# Sint-Simon en Judaskerk (Deudesfeld)
De Sint-Simon en Judaskerk (Duits: St. Simon und Juda) is een rooms-katholieke parochiekerk in de Duitse plaats Deudesfeld in de Landkreis Vulkaneifel, gelegen aan Haupstraße 14. De kerk stamt uit 1881 en verving een oudere kerk uit 1277.

## Geschiedenis
De eerste kerk van Deudesfeld werd gebouwd in 1277. Het betrof waarschijnlijk een eigenkerk van de plaatselijke ridderlijke familie. In 1570 stonden er drie altaren in de kerk, waarvan een gewijd was aan de beschermheiligen, de apostelen Simon en Judas. in 1743 werd melding gemaakt van een altaar dat zou zijn gesticht door de graaf van Daun.
Door bouwvalligheid werd in 1880 besloten om een nieuwe kerk te bouwen. In 1881 werd de nieuwe kerk, die deels was gebouwd op het oude kerkhof, in gebruik genomen. Aan de noordelijke rand van het dorp werd een nieuwe begraafplaats aangelegd. In 1981 en 2000 vonden renovaties van het kerkgebouw plaats.

## Gebouw
Het betreft een neogotische zaalkerk met een spitsige dakruiter. In de dakruiter hangen twee klokken, een kleine klok uit 1420 en een grotere uit 1738. Beide werden tijdens de Tweede Wereldoorlog verwijderd om omgesmolten te worden, maar dit is niet uitgevoerd. In 1948 kwamen ze onbeschadigd weer terug.
Het hoogaltaar werd op 20 juni 1982 in gebruik genomen. In de kerk bevinden zich enkele relikwieën van de heilige Apollonia.
Naast de kerk staat een pastorie uit 1784. Dit gebouw werd in de periode 1990-2000 gerenoveerd. Een deel van het huis wordt verhuurd aan een particulier. Het overige deel doet dienst als groepsruimte en huist het archief.